# Sabine Lisicki
Sabine Katharina Lisicki (Troisdorf, 22 september 1989) is een professioneel tennisspeelster uit Duitsland. Lisicki begon met tennis toen zij zeven jaar oud was. Zij speelt rechtshandig en heeft een tweehandige backhand.

## Persoonlijk
De ouders van Lisicki migreerden in 1979 van Polen naar West-Duitsland. Haar vader is van Duitse en Poolse afkomst; haar moeder is Pools. Lisicki werd geboren in 1989 in Troisdorf. Zij spreekt vloeiend Duits, Pools en Engels. Naast tennis houdt zij van lezen, muziek en atletiek.

## Loopbaan

### 2011
Na een hardnekkige blessure beleefde Lisicki tijdens het toernooi van Wimbledon in 2011 haar definitieve doorbraak. Tijdens dit toernooi behaalde zij een plaats in de halve finale door onder anderen Roland Garroswinnares Li Na uit te schakelen. In de halve finale was Maria Sjarapova te sterk voor Lisicki – Lisicki verloor met 4-6 en 3-6. In datzelfde toernooi bereikte zij in het dubbelspel de finale, samen met Samantha Stosur; zij verloren deze van Květa Peschke en Katarina Srebotnik met 3-6 en 1-6.

### 2012
Haar beste resultaat op de grandslamtoernooien van dit jaar was een plaats in de kwartfinale enkelspel tijdens Wimbledon, alsmede de kwartfinale dubbelspel tijdens het US Open, samen met de Chinese Peng Shuai. Op de Olympische spelen van 2012 behaalde zij de vierde plaats in het gemengd dubbelspel, samen met Christopher Kas.

## Speelstijl
Lisicki's grootste wapen is haar opslag. Zij staat erom bekend enorm hard te serveren, maar een matige tweede opslag te hebben. Zij beschikt over veel kracht vanaf de baseline en haar beste slag is haar forehand. Zij speelt het liefst op gras en presteert daarop erg goed, getuige haar zege in het toernooi van Birmingham in 2011, haar halvefinaleplaats op Wimbledon in 2011, een kwartfinaleplaats op Wimbledon in 2012 en een finaleplaats op Wimbledon in 2013. Van 2014 tot 2023 was zij recordhoudster van de snelste opslag in het vrouwentennis met 210,8 kilometer per uur. Vandaar ook haar bijnaam: "kanon" of "houwitser". Het Duitse publiek heeft haar omarmd en noemt haar liefdevol: "Boem Boem Bine", verwijzend naar Boris "Boem Boem" Becker, eveneens beroemd om zijn snoeiharde service.

## Posities op deWTA-ranglijst
Positie per einde seizoen:
| jaar | rang enkelspel | rang dubbelspel |
| ---- | -------------- | --------------- |
| 2004 | 951            | –               |
| 2005 | 437            | –               |
| 2006 | 497            | –               |
| 2007 | 237            | 474             |
| 2008 | 54             | 145             |
| 2009 | 23             | –               |
| 2010 | 179            | –               |
| 2011 | 15             | 45              |
| 2012 | 37             | 55              |
| 2013 | 15             | 71              |
| 2014 | 27             | 72              |
| 2015 | 32             | 84              |
| 2016 | 92             | 104             |
| 2017 | 268            | 397             |
| 2018 | 229            | –               |
| 2019 | 335            | –               |
| 2020 | 622            | –               |

## Palmares
| Legenda                | Legenda                  |
| ---------------------- | ------------------------ |
| Grandslamtoernooi      |                          |
| Olympische Spelen      |                          |
| Year-End Championships |                          |
| tot 2009               | 2009 – 2020 / vanaf 2021 |
| Tier I                 | Premier Mandatory        |
| Tier II                | Premier Five / WTA 1000  |
| Tier III               | Premier / WTA 500        |
| Tier IV & V            | International / WTA 250  |
|                        | Challenger / WTA 125     |

### WTA-finaleplaatsen enkelspel
| nr.              | finale     | toernooi       | ondergrond | tegenstandster     | score         |         |
| ---------------- | ---------- | -------------- | ---------- | ------------------ | ------------- | ------- |
| gewonnen finales |            |                |            |                    |               |         |
| 1.               | 2009-04-19 | WTA Charleston | gravel     | Caroline Wozniacki | 6-2, 6-4      | details |
| 2.               | 2011-06-12 | WTA Birmingham | gras       | Daniela Hantuchová | 6-3, 6-2      | details |
| 3.               | 2011-08-27 | WTA Dallas     | hardcourt  | Aravane Rezaï      | 6-2, 6-1      | details |
| 4.               | 2014-09-14 | WTA Hongkong   | hardcourt  | Karolína Plíšková  | 7-5, 6-3      | details |
| verloren finales |            |                |            |                    |               |         |
| 1.               | 2008-08-05 | WTA Tasjkent   | hardcourt  | Sorana Cîrstea     | 6-2, 4-6, 6-7 | details |
| 2.               | 2009-10-25 | WTA Luxemburg  | hardcourt  | Timea Bacsinszky   | 2-6, 5-7      | details |
| 3.               | 2013-02-03 | WTA Pattaya    | hardcourt  | Maria Kirilenko    | 7-5, 1-6, 6-7 | details |
| 4.               | 2013-02-23 | WTA Memphis    | hardcourt  | Marina Erakovic    | 1-6, Opg.     | details |
| 5.               | 2013-07-06 | Wimbledon      | gras       | Marion Bartoli     | 1-6, 4-6      | details |
| 6.               | 2018-11-18 | WTA Taipei     | tapijt (i) | Luksika Kumkhum    | 1-6, 3-6      | details |

### WTA-finaleplaatsen dubbelspel
| nr.              | finale     | toernooi      | ondergrond | partner         | tegenstandsters                    | score            |         |
| ---------------- | ---------- | ------------- | ---------- | --------------- | ---------------------------------- | ---------------- | ------- |
| gewonnen finales |            |               |            |                 |                                    |                  |         |
| 1.               | 2011-04-24 | WTA Stuttgart | gravel     | Samantha Stosur | Kristina Barrois Jasmin Wöhr       | 6-1, 7-6         | details |
| 2.               | 2013-04-28 | WTA Stuttgart | gravel     | Mona Barthel    | Bethanie Mattek-Sands Sania Mirza  | 6-4, 7-5         | details |
| 3.               | 2014-03-30 | WTA Miami     | hardcourt  | Martina Hingis  | Jekaterina Makarova Jelena Vesnina | 4-6, 6-4, [10-5] | details |
| 4.               | 2015-01-10 | WTA Brisbane  | hardcourt  | Martina Hingis  | Caroline Garcia Katarina Srebotnik | 6-2, 7-5         | details |
| verloren finales |            |               |            |                 |                                    |                  |         |
| 1.               | 2011-07-03 | Wimbledon     | gras       | Samantha Stosur | Květa Peschke Katarina Srebotnik   | 3-6, 1-6         | details |

### Gewonnen ITF-toernooien enkelspel
| nr. | datum      | toernooi | tegenstandster in finale | score    |
| --- | ---------- | -------- | ------------------------ | -------- |
| 1.  | 2007-10-14 | Jersey   | Petra Martić             | 6-3, 6-4 |
| 2.  | 2007-11-11 | Toronto  | María José Argeri        | 6-4, 6-4 |

### Gewonnen juniorentoernooien enkelspel
| nr. | datum      | toernooi                       | tegenstandster in finale | score    | graad |
| --- | ---------- | ------------------------------ | ------------------------ | -------- | ----- |
| 1.  | 2003-03-30 | Monastir ITF Junior Tournament | Doris Waari              | 6-4, 6-1 | 5     |
| 2.  | 2003-04-06 | SFAX ITF Junior Tournament     | Alexandra Venina         | 6-3, 6-4 | 5     |

### Gewonnen juniorentoernooien dubbelspel
| nr. | datum      | toernooi                                          | partner          | tegenstandsters in finale           | score    | graad |
| --- | ---------- | ------------------------------------------------- | ---------------- | ----------------------------------- | -------- | ----- |
| 1.  | 2003-03-30 | Monastir ITF Junior Tournament                    | Nicole Thijssen  | Anastasia Biakina Ekaterina Biakina | 6-4, 6-1 | 5     |
| 2.  | 2004-01-25 | CASIO Hamburg ITF International Junior Tournament | Claudia Smolders | Natalie Fehse Melanie Klaffner      | 6-4, 6-1 | 4     |
| 3.  | 2004-07-17 | Air-Berlin Junior Open                            | Dominice Ripoll  | Alena Bayarchyk Florence De Vrije   | 6-4, 6-3 | 4     |

## Resultaten grandslamtoernooien
| Legenda | Legenda                          |
| ------- | -------------------------------- |
| g.t.    | geen toernooi gehouden           |
| l.c.    | lagere categorie                 |
| –       | niet deelgenomen                 |
| G       | uitgeschakeld in de groepsfase   |
| 1R      | uitgeschakeld in de eerste ronde |
| 2R      | uitgeschakeld in de tweede ronde |
| 3R      | uitgeschakeld in de derde ronde  |
| 4R      | uitgeschakeld in de vierde ronde |
| KF      | uitgeschakeld in de kwartfinale  |
| HF      | uitgeschakeld in de halve finale |
| F       | de finale verloren               |
| W       | het toernooi gewonnen            |
| w-v     | winst/verlies-balans             |

### Enkelspel
| Toernooi        | 2008 | 2009 | 2010 | 2011 | 2012 | 2013 | 2014 | 2015 | 2016 | 2017 |
| --------------- | ---- | ---- | ---- | ---- | ---- | ---- | ---- | ---- | ---- | ---- |
| Australian Open | 3R   | 2R   | 2R   | –    | 4R   | 1R   | 2R   | 1R   | 2R   | –    |
| Roland Garros   | 2R   | 1R   | –    | 2R   | 1R   | 3R   | 2R   | 3R   | 1R   | –    |
| Wimbledon       | 1R   | KF   | –    | HF   | KF   | F    | KF   | 3R   | 3R   | 1R   |
| US Open         | 2R   | 2R   | 2R   | 4R   | 1R   | 3R   | 3R   | 4R   | 1R   | 1R   |

### Vrouwendubbelspel
| Toernooi        | 2008 | 2009 | 2010 | 2011 | 2012 | 2013 |    | 2015 | 2016 | 2017 |
| --------------- | ---- | ---- | ---- | ---- | ---- | ---- | -- | ---- | ---- | ---- |
| Australian Open | –    | –    | 1R   | –    | –    | –    | –  | 2R   | –    |      |
| Roland Garros   | 1R   | –    | –    | –    | –    | 3R   | 1R | 2R   | –    |      |
| Wimbledon       | –    | 2R   | –    | F    | 3R   | –    | –  | 1R   | –    |      |
| US Open         | 2R   | –    | –    | 1R   | KF   | –    | 1R | 3R   | 2R   |      |

### Gemengd dubbelspel
| Toernooi        | 2013 |    | 2017 |
| --------------- | ---- | -- | ---- |
| Australian Open | 1R   | –  |      |
| Roland Garros   | –    | –  |      |
| Wimbledon       | 2R   | 3R |      |
| US Open         | –    | –  |      |